# Maria Węgierska
Maria Węgierska (ur. ok. 1257, zm. 25 marca 1323 w Neapolu) − od 1285 królowa Neapolu, żona Karola II Andegaweńskiego.

## Życiorys
Maria była córką węgierskiego króla Stefana V i Elżbiety Kumanki. Po zawarciu małżeństwa z Karolem II Andegaweńskim w 1285 została królową małżonką. Oficjalną rezydencją królowej był od 1326 zamek w Melfi w Basilicacie. Wsparła rozbudowę klariańskiego kompleksu klasztornego oraz kościoła Santa Maria Donnaregina w Neapolu, w którym została pochowana w 1323. Sarkofag ukończono w 1326. Jego autorem był Tino di Camaino.

## Małżeństwo i dzieci
Karol II Andegaweński ożenił się z Marią w czerwcu 1270. Miała wówczas trzynaście lat. Małżeństwo miało czternaścioro potomstwa:
- Karol (1271–1295), tytularny król Węgier, pretendent do tronu Węgier, ojciec Karola Roberta
- Małgorzata (1273–1299), hrabina Andegawenii i Maine, żona Karola de Valois
- Ludwik (1275–1298), biskup Tuluzy, święty Kościoła katolickiego
- Robert (1277–1343), król Neapolu jako Robert I Mądry
- Filip (1278–1331), książę Achai i Tarentu, despot Romanii, pan Durazzo, tytularny cesarz Konstantynopola
- Blanka (1280–1310), żona króla Aragonii Jakuba II Sprawiedliwego
- Rajmund (1281–1307), hrabia Prowansji, książę Piemontu i Andrii
- Jan (1283–po 1308), ksiądz
- Tristan (1284–przed 1288)
- Eleonora (1289–1341), żona króla Sycylii Fryderyka II
- Maria (1290–ok. 1346), żona króla Majorki Sancho I i Jaime III z Jérica
- Piotr (1291–1315), hrabia Graviny
- Jan (1294–1336), książę Durazzo i Achai, hrabia Graviny, mąż Matyldy z Hainaut i Agnieszki z Périgord
- Beatrycze (1295–ok. 1321), żona Azzo VIII d’Este, markiza Ferrary i Bertranda III de Baux, hrabiego Andrii